# 沈跃跃
沈跃跃（1957年1月—），浙江宁波人，中国共产党、中华人民共和国政治人物，副国级领导人，现任第十四届全国政协副主席。1980年毕业于宁波师范专科学校（1984年更名为宁波师范学院，1997年并入宁波大学）数学系，1998年毕业于中共中央党校在职研究生班经济管理专业。1981年9月加入中国共产党，是中共第十五、十六届中央候补委员，第十七届、十八届、十九届、二十届中央委员。曾任第十二、十三届全国人大副委员长，全国妇联主席，并曾于胡锦涛执政时期，长期在中共中央组织部担任要职。

## 生平

### 早年经历
1977年4月，20岁的沈跃跃开始在宁波市镇安副食品商店工作。一年后，进入宁波师范专科学校数学系学习；1980年毕业后，成为宁波第七中学的一名数学教师，曾兼任该校共青团委副书记。

### 从政之路
沈跃跃经共青团系统获得提拔；1983年7月，由宁波第七中学调任共青团宁波市委副书记；历任共青团宁波市委书记，共青团浙江省委副书记、书记。1993年3月，沈跃跃出任中共杭州市委副书记；1997年3月，转任中共绍兴市委书记；并于当年召开的中共十五大上，入选中央候补委员；1998年12月，出任中共浙江省委常委，先后兼任省委组织部副部长、部长；2001年6月，调任中共安徽省委副书记。
在胡锦涛出任中共中央总书记后，2002年11月，沈跃跃上调中央组织部，任副部长；次年4月起，还兼任人事部副部长（至2007年8月）；2007年7月，接替出任中共浙江省委书记的赵洪祝，升任中组部常务副部长，晋升正部级，成为两任中组部部长贺国强和李源潮的副手；并在随后举行的中共十七大上，当选中央委员。在胡锦涛卸任后，沈跃跃亦卸任在中组部的职务。
2012年11月，沈跃跃连任中共第十八届中央委员；于次年3月召开的第十二届全国人大第一次会议上，当选全国人大常委会副委员长，跻身党和国家领导人行列；2013年5月7日，在全国妇联第十届委员会第六次执委会上，当选全国妇联主席。2017年，再次连任中共第十九届中央委员，并于次年3月连任第十三届全国人大常委会副委员长。
2020年12月，美国国务院宣布因香港问题制裁全国人大常委会14名副委员长，沈跃跃在列其中。
2022年10月22日，当选为中国共产党第二十届中央委员会委员。
2023年1月17日，担任全国人大常委会副委员长满两届的沈跃跃转岗全国政协。在政協第13屆全國委員會常務委員會第25次會議当选全国政协委员。2023年3月10日，在中國人民政治協商會議第十四屆全國委員會上，当选为全国政协副主席；在副主席中排名第三，位于石泰峰和胡春华两名党组副书记之后。同年10月，卸任全国妇联主席职务。